# San Marino i olympiska vinterspelen 2006
San Marino deltog med en deltagare vid de olympiska vinterspelen 2006 i Turin. Landets deltagare erövrade ingen medalj.

## Alpin skidåkning
- Marino Cardelli